# Стельмах, Михаил Андреевич
Михаил Андреевич Стельмах (укр. Михайло Андрійович Стельмах; 29 апреля 1966, Золочев, Львовская область — 13 января 2025) — советский и украинский футболист и тренер. Мастер спорта СССР (1990).

## Игровая карьера
Воспитанник ОШИСП (Львов). Карьеру игрока начал в команде «Динамо» (Ирпень), в 1988 году перешёл в «Динамо» (Киев). В высшей лиге чемпионата СССР дебютировал в 1988 году. Всёго за киевлян сыграл 12 игр. Далее некоторое время выступал в «Галичине» (Дрогобыч) и донецком «Шахтёре». В сезоне 1991/92 переехал в СФРЮ, где усилил состав команды «Спартак» (Суботица). Летом 1992 года вернулся на Украину, где защищал цвета команд «Карпаты» (Львов), «Эвис» (Николаев), ФК «Борисполь», «ЦСКА-Борисфен» (Киев) и «Ворскла» (Полтава). В 1998 году завершил игровую карьеру в дубле киевского ЦСКА.

## Тренерская карьера
С 2000 года работал в тренерском штабе ЦСКА. С 2005 года — в штабе ФК «Харьков». В этой команде работал со дня её основания. В ноябре 2006 года исполнял обязанности главного тренера, a с июля 2008 по 18 апреля 2010 года тренировал харьковский клуб уже без приставки «и. о.». В январе 2014 года получил приглашение от одного из лучших любительских клубов киевской области — «Диназ».
Умер 13 января 2025 года в возрасте 58 лет. Похоронен в Золочеве